# Финал мужского волейбольного турнира Олимпийских игр 2012
Матч сборных России и Бразилии в финале мужского волейбольного турнира Игр XXX Олимпиады состоялся 12 августа 2012 года на площадке выставочного центра «Эрлс-корт» в Лондоне.
Сборная России, уступая 0:2 по партиям и 19:22 в третьем сете, одержала победу со счётом 3:2 и завоевала первое в своей истории олимпийское золото. Сборная Бразилии имела два матчбола, но упустила победу и второй раз после 2008 года стала серебряным призёром.

## Две команды в олимпийском цикле

### Сборная Бразилии
24 августа 2008 года в финальном матче Олимпийских игр в Пекине сборная Бразилии проиграла сборной США со счётом 1:3 и не смогла во второй раз подряд стать олимпийским чемпионом. Несмотря на относительно неудачное выступление Бразильская конфедерация волейбола продлила контракт с тренером национальной команды Бернардиньо на новый олимпийский цикл.
В 2008 году объявили о завершении карьеры в сборной диагональный Андерсон и блокирующий Густаво, остались в команде блокирующий Родриган, связующий Бруно, доигровщики Мурило (младший брат Густаво), Данте и Жиба, либеро Сержио. В новом олимпийском цикле дебютировал диагональный Леандро Виcсотто, игроком стартового состава стал блокирующий Лукас, а с 2011 года и его коллега по амплуа Сидан, в качестве второго связующего наигрывался Марлон.
Сборная Бразилии за этот период выиграла два турнира Мировой лиги (2009, 2010), Большой чемпионский Кубок, а в октябре 2010 года в третий раз подряд стала чемпионом мира. Осенью 2011 года снова изъявил желание играть за сборную чемпион афинской Олимпиады Густаво, а весной 2012 года весьма неожиданным стало возвращение другого триумфатора Игр-2004, связующего Рикардо, из-за конфликта с Бернардиньо не входившего в состав «канариньос» на протяжении последних пяти лет.
18 июля Бернардиньо назвал имена двенадцати игроков, включённых им в заявку команды на олимпийский турнир в Лондоне. Беспокойство тренера вызывало состояние капитана команды Жибы, в феврале 2012 года перенёсшего операцию на левой голени. Проблемы со здоровьем в предолимпийском сезоне были и у Виссотто: 18 апреля во второй партии полуфинального матча чемпионата Италии между «Кунео» и «Мачератой» бразильский диагональный «Кунео», почувствовав головокружение, был вынужден уйти с площадки; врачи выявили у него аритмию. Оба игрока присоединились к сборной в июне перед заключительным туром интерконтинентального раунда Мировой лиги в Тампере и попали в олимпийскую заявку команды, при том, что на позиции диагонального существовала конкуренция, и Уоллес, занявший третье место в рейтинге самых результативных игроков интерконтинентального раунда, вытеснил из состава Тео — лучшего нападающего «Финала восьми» предыдущего розыгрыша Мировой лиги.
Доигровщик Тьяго играл в олимпийском цикле нерегулярно и в частности пропустил в 2011 году Кубок мира, но в олимпийском сезоне вернулся в команду и в матчах третьего и четвёртого туров Мировой лиги уверенно заменял более опытного Данте, имевшего проблемы со спиной.

### Сборная России
Сборная России, выигравшая на Играх в Пекине под руководством Владимира Алекно бронзу, очередной олимпийский цикл начала с новым тренером — итальянцем Даниэле Баньоли, под руководством которого не смогла добыть ни одного титула, стала только четвёртой на чемпионате Европы-2009 и пятой на чемпионате мира-2010. В конце 2010 года к руководству командой вернулся Владимир Алекно, заявивший о намерении работать без контракта и готовности добиваться высоких целей:
Мне кажется, я смогу создать коллектив, способный сделать то, чего России не удавалось уже двадцать лет, — выиграть крупное, значимое соревнование. Конечно, кардинально изменить что-то в техническом плане за полтора года, оставшиеся за Игр в Лондоне, нельзя. Но какие-то отдельные моменты довести до совершенства можно…
В 2011 году сборная России стала победителем двух турниров Международной федерации волейбола — Мировой лиги и Кубка мира. Преградить путь к новым вершинам могли травмы ведущих игроков команды, количество которых было беспрецедентным, и в итоге в сборной России на Олимпийских играх в Лондоне собралась, по образному выражению Сергея Тетюхина, «весёлая компания: одни — травмированные, вторые — недолеченные, третьи — в процессе восстановления».
Так, из-за двух операций в 2011 году тренировался с командой, но не провёл за неё ни одного матча Юрий Бережко, по причине повреждения коленного сустава на Кубке мира не смог сыграть Сергей Гранкин, а после этого турнира на операционном столе оказались Тарас Хтей, Александр Волков и Дмитрий Мусэрский. Не получив должной игровой практики в клубном сезоне, волейболисты продолжали восстанавливать форму и после его завершения, и если на интерконтинентальном раунде Мировой лиги-2012 Гранкин и Мусэрский играли с первых матчей, то Хтей присоединился к команде в четвёртом туре в Нови-Саде, а Волков ни разу на площадку не вышел.
В мае были запрещены тренировки и назначены дополнительные тесты ветерану российской команды Сергею Тетюхину, который готовился сыграть на своей пятой Олимпиаде:
Практически полтора месяца меня возили из одной больницы в другую, обследовали, не давали допуск. Естественно, очень хотелось поехать. Я боялся, что не успею. И боялся, что не дадут допуск. Для меня это была бы трагедия.
Сергей Тетюхин присоединился к национальной команде перед третьим туром Мировой лиги в Калининграде. Там же после матча с Японией получил повреждение мениска связующий Александр Бутько. Поскольку из игроков этого амплуа в обойме сборной к тому времени оставался только 42-летний Константин Ушаков, Алекно в срочном порядке вызвал Сергея Гранкина, игрой которого в начале Мировой лиги был недоволен.
19 июля Владимир Алекно объявил состав команды на олимпийский турнир в Лондоне. По словам тренера, главный акцент был сделан на улучшение приёма и защиты. В заявку вошёл только один диагональный — Максим Михайлов, в то же время для помощи на задней линии был включён заявленный как полевой игрок либеро Александр Соколов. Комментируя выбор состава на Олимпиаду, наставник россиян также отметил, что при необходимости замены Михайлова на его позиции может выступить номинальный доигровщик Дмитрий Ильиных, который произвёл приятное впечатление своей игрой на Мировой лиге. В заявку команды также вошёл Николай Апаликов, успешно вернувшийся в сборную в 2011 году после шестилетнего перерыва, а роль основного либеро наставник россиян доверил Алексею Обмочаеву, дебютировавшему в национальной команде лишь в ноябре 2011 года.
До последних дней под вопросом было участие связующего Александра Бутько и блокирующего Александра Волкова, имевших проблемы с коленями. Оба отправились на Олимпиаду, рискуя собственным здоровьем, и после Игр перенесли операции. В дополнение ко всем проблемам перед самым стартом Игр, 27 июля, в заключительном перед олимпийским турниром контрольном матче с Болгарией непосредственно в Лондоне травму голеностопа получил Максим Михайлов.

## Путь команд к финалу
На олимпийском турнире сборные России и Бразилии оказались в одной группе и встретились друг с другом 31 июля в матче второго тура. Ему предшествовали победы России над Германией и Бразилии над Тунисом с одинаковым счётом 3:0. Вопреки опасениям Максим Михайлов, получивший травму накануне Олимпиады, вышел в стартовом составе в матче с Германией, причём тренерский штаб россиян до последнего скрывал, что Михайлов примет в нём участие.
В матче с бразильцами вынужденные изменения внести всё же пришлось: остался в запасе Сергей Тетюхин, из-за рецидива травмы не смог сыграть Александр Волков. В тот день врачи откачали из его колена 30 граммов жидкости, эта процедура повторялась и во все остальные игровые дни олимпийского турнира. Встреча будущих соперников по финалу прошла с явным превосходством бразильцев — 3:0.
В дальнейшем обе команды ждали встречи с возглавлявшей турнирную таблицу сборной США. Бразильцы свой матч в рамках третьего тура проиграли — 1:3. Взяв первую партию со счётом 25:23, команда Бернардиньо уступала на большей части второго сета (6:11, 13:19), затем смогла ликвидировать большое отставание и выйти вперёд (21:19) и всё же уступила «на балансе» — 25:27. В третьем и четвёртом сетах преимущество американцев, переигравших в тот день своих соперников на блоке и подаче, было уже внушительным — 25:19, 25:17. Для сборной России, перед матчем с американцами обыгравшей Тунис со счётом 3:0, встреча с олимпийскими чемпионами Пекина-2008 получилась ещё более захватывающей, а её сюжет позже практически повторился и в финале — уступая со счётом 0:2 по партиям и 19:22 в третьей партии, подопечные Владимира Алекно, во многом благодаря великолепной игре Сергея Тетюхина, набравшего за матч 21 очко, вырвали победу — 3:2.
Волевая победа над американцами не только гарантировала сборной России выход в плей-офф, но и придала дополнительную уверенность в своих силах. В заключительном матче группового этапа была одержана победа в трёх партиях над ещё претендовавшими на выход в плей-офф чемпионами Европы из Сербии, которых Бразилия в матче четвёртого тура смогла одолеть лишь на тай-брейке. В свою очередь подопечные Бернардиньо завершили групповой этап, победив со счётом 3:0 сборную Германии.
По итогам группового этапа сборные Бразилии и России набрали одинаковое количество очков, но южноамериканцы благодаря лучшему соотношению партий заняли в турнирной таблице второе место, а россияне — третье. Соперники по четвертьфиналу для этих команд были определены жеребьёвкой.
К плей-офф олимпийского турнира обе дружины подошли в полной психологической готовности. В четвертьфинале сборная России, продемонстрировав практически идеальный волейбол, не оставила ни единого шанса команде Польши, которая за три недели до старта лондонской Олимпиады уверенно выиграла Мировую лигу и небезосновательно считалась одним из фаворитов Игр. Сборная Бразилии на этой стадии также со счётом 3:0 обыграла некогда неудобных для себя аргентинцев и понесла кадровую потерю — её диагональный Виссотто получил травму бедра и в оставшихся матчах турнира выходить на площадку не мог.
В полуфинале сборная России одержала трудовую победу над непредсказуемой командой Болгарии со счётом 3:1. Проиграв третью партию, команда Владимира Алекно имела большие проблемы в начале четвёртой, но выправила ситуацию во многом благодаря заменам. Реальная помощь игроков «скамейки», а также взаимозаменяемость связующих была важной особенностью сборной России на протяжении всего олимпийского турнира в Лондоне — так в матче группового этапа со сборной США успешно вошёл в игру Сергей Гранкин, а в полуфинале с болгарами перелом в четвёртой партии наступил во многом благодаря вышедшему на замену Гранкину Александру Бутько. Сборная Бразилии в полуфинале одержала крупную победу в матче с итальянцами, одна из партий которого завершилась с редким для поединков такого уровня счётом 25:12. После матча Бернардиньо заявил, что относительно лёгкая победа над сборной России на предварительном этапе вовсе не расслабила его команду, о недооценке противника не может быть и речи и к новой встрече с россиянами его подопечные будут готовиться с чистого листа.
Весь турнир у Дмитрия Мусэрского (лучшего подающего Мировой лиги-2011) не шла подача. Этот игровой элемент был настолько нестабилен, что Владимиру Алекно часто приходилось менять Дмитрия на подаче ближе к концовкам сета, лишь бы не терять очки.
| Матчи сборных России и Бразилии на пути к финалу Олимпийских игр в Лондоне |       |           |      |          |       |       |       |       |      |          |       |
| Дата                                                                       | Время |           | Счёт |          | Сеты  | Сеты  | Сеты  | Сеты  | Сеты | Зрителей | Отчёт |
| Дата                                                                       | Время | 1         | Счёт | 2        | 3     | 4     | 5     |       |      | Зрителей | Отчёт |
| Групповой турнир                                                           |       |           |      |          |       |       |       |       |      |          |       |
| 29.07                                                                      | 11:30 | Россия    | 3:0  | Германия | 31:29 | 25:18 | 25:17 |       |      | 12 500   | P2    |
| 29.07                                                                      | 22:00 | Бразилия  | 3:0  | Тунис    | 25:17 | 25:21 | 25:18 |       |      | 10 000   | P2    |
| 31.07                                                                      | 22:00 | Бразилия  | 3:0  | Россия   | 25:21 | 25:23 | 25:21 |       |      | 14 800   | P2    |
| 2.08                                                                       | 14:45 | Россия    | 3:0  | Тунис    | 25:21 | 25:15 | 25:23 |       |      | 13 000   | P2    |
| 2.08                                                                       | 20:00 | Бразилия  | 1:3  | США      | 25:23 | 25:27 | 19:25 | 17:25 |      | 11 500   | P2    |
| 4.08                                                                       | 16:45 | Россия    | 3:2  | США      | 27:29 | 19:25 | 26:24 | 25:16 | 15:8 | 13 650   | P2    |
| 4.08                                                                       | 22:00 | Бразилия  | 3:2  | Сербия   | 22:25 | 25:15 | 20:25 | 25:22 | 15:9 | 11 000   | P2    |
| 6.08                                                                       | 11:30 | Россия    | 3:0  | Сербия   | 25:15 | 25:20 | 25:17 |       |      | 12 000   | P2    |
| 6.08                                                                       | 22:00 | Бразилия  | 3:0  | Германия | 25:21 | 25:22 | 25:19 |       |      | 12 000   | P2    |
| 1/4 финала                                                                 |       |           |      |          |       |       |       |       |      |          |       |
| 8.08                                                                       | 14:00 | Аргентина | 0:3  | Бразилия | 19:25 | 17:25 | 20:25 |       |      | 11 500   | P2    |
| 8.08                                                                       | 19:30 | Польша    | 0:3  | Россия   | 17:25 | 23:25 | 21:25 |       |      | 14 000   | P2    |
| 1/2 финала                                                                 |       |           |      |          |       |       |       |       |      |          |       |
| 10.08                                                                      | 15:00 | Болгария  | 1:3  | Россия   | 21:25 | 15:25 | 25:23 | 23:25 |      | 13 500   | P2    |
| 10.08                                                                      | 19:30 | Бразилия  | 3:0  | Италия   | 25:21 | 25:12 | 25:21 |       |      | 14 000   | P2    |

## Взаимоотношения соперников
Бразильская сборная является единственной командой в мире, с которой Россия имеет отрицательный баланс личных встреч. До финала Олимпийских игр в Лондоне сборные Бразилии и России встречались друг с другом 37 раз (впервые — 26 июня 1993 года в Москве в рамках Мировой лиги) и поражение в матче группового этапа лондонского турнира стало для России 24-м поражением от «жёлто-зелёных» при 13 победах.
| Матчи | Победы России | Победы России | Победы России | Победы России | Победы Бразилии | Победы Бразилии | Победы Бразилии | Победы Бразилии |
| Матчи | 3:0           | 3:1           | 3:2           | Всего         | 3:0             | 3:1             | 3:2             | Всего           |
| ----- | ------------- | ------------- | ------------- | ------------- | --------------- | --------------- | --------------- | --------------- |
| 37    | 4             | 7             | 2             | 13            | 12              | 8               | 4               | 24              |

Со сборной Бразилии, возглавляемой Бернардиньо, россияне впервые встретились 29 июня 2001 года в полуфинале Мировой лиги и в упорной борьбе уступили со счётом 2:3. 15 августа 2002 в Ресифи в матче финальной группы Мировой лиги сборная России проиграла бразильцам вчистую — 0:3, однако через три дня в финале турнира при переполненных трибунах арены «Минериньо» в Белу-Оризонти добилась блистательной победы со счётом 3:1. Эта игра стала своеобразной точкой отсчёта — 13 октября того же года в финале чемпионата мира в Буэнос-Айресе бразильцы вырвали победу — 3:2, положив начало серии из 11 выигранных турниров под эгидой Международной федерации волейбола, оборвавшейся в 2008 году. За этот период российская сборная, руководимая Геннадием Шипулиным, а затем Зораном Гаичем и Владимиром Алекно, проиграла своему сопернику 9 матчей подряд. Только в 2008 году россиянам снова удалось познать радость победы над бразильцами — это случилось 27 июля в Рио-де-Жанейро в матче за бронзу Мировой лиги.
10 июля 2011 года сборная России во второй раз в истории обыграла бразильскую команду в финале Мировой лиги — 3:2, однако на проходившем в ноябре того же года Кубке мира своё единственное поражение, не помешавшее в итоге завоевать трофей, потерпела именно от подопечных Бернардиньо с разгромным счётом 0:3.
В рамках Олимпийских игр сборные России и Бразилии впервые встретились 21 августа 2004 года в четвёртом туре группового этапа Игр в Афинах, победу одержали южноамериканцы — 3:0 (25:19, 25:13, 25:23). Из игроков, заявленных на Игры в Лондоне — 2012, в том матче на площадку выходили бразильцы Жиба, Данте, Рикардо, Сержио и россияне Сергей Тетюхин и Тарас Хтей. Вторая встреча, случившаяся в Пекине-2008 и также на групповом этапе, принесла победу России — 3:1 (22:25, 26:24, 31:29, 25:19). С учётом выступлений сборных Советского Союза и СНГ, правопреемником которых официально является российская команда, эта победа над бразильцами в рамках Олимпиад стала первой с 1976 года. Перед финалом Олимпийских игр в Лондоне баланс встреч сборных СССР, СНГ, России и Бразилии на главных турнирах четырёхлетия оказался равным — 4:4.
Перед Олимпийскими играми букмекерские конторы оценивали и мужскую и женскую сборные Бразилии фаворитами турнира. Перед началом турнира шансы мужской сборной Бразилии оценивались как 11/10, а сборной России 5/2 (букмекерская контора Bovada). Перед финалом большинство букмекерских контор отдавало предпочтение сборной Бразилии. Ставки британской William Hill распределялись так: 1,70 за сборную Бразилии и 2,20 за сборную России.

## Участники матча

### Сборная России
Для Сергея Тетюхина Игры в Лондоне были пятой Олимпиадой в карьере, что стало повторением рекорда бразильца Маурисио и итальянца Андреа Джани, выступавших на пяти Олимпийских играх в период с 1988 по 2004 год. На второй подряд Олимпиаде играли Юрий Бережко, Александр Волков, Сергей Гранкин и Максим Михайлов, а Тарас Хтей также выступал на Играх 2004 года в Афинах.
| №  | Игрок             | Амплуа                  | Возраст | Рост | Год дебюта в сборной |
| -- | ----------------- | ----------------------- | ------- | ---- | -------------------- |
| 3  | Николай Апаликов  | центральный блокирующий | 29      | 203  | 2005                 |
| 4  | Тарас Хтей        | доигровщик              | 30      | 205  | 2002                 |
| 5  | Сергей Гранкин    | связующий               | 27      | 195  | 2006                 |
| 8  | Сергей Тетюхин    | доигровщик              | 36      | 197  | 1996                 |
| 9  | Александр Соколов | либеро                  | 30      | 193  | 2002                 |
| 10 | Юрий Бережко      | доигровщик              | 28      | 198  | 2005                 |
| 12 | Александр Бутько  | связующий               | 26      | 198  | 2009                 |
| 13 | Дмитрий Мусэрский | центральный блокирующий | 23      | 218  | 2010                 |
| 15 | Дмитрий Ильиных   | доигровщик              | 25      | 201  | 2011                 |
| 17 | Максим Михайлов   | диагональный            | 24      | 203  | 2008                 |
| 18 | Александр Волков  | центральный блокирующий | 27      | 210  | 2005                 |
| 20 | Алексей Обмочаев  | либеро                  | 23      | 189  | 2011                 |

Главный тренер — Владимир Алекно, тренер — Серджо Бузато.

### Сборная Бразилии
Решающий матч Олимпийских игр в Лондоне для бразильских волейболистов Жибы, Данте, Родригана и их тренера Бернардиньо стал третьим подряд олимпийским финалом в карьере. Данте и Жиба, также выступавшие на Играх в Сиднее-2000, проводили четвёртый олимпийский турнир в карьере, Родриган и Сержио — третий, Бруно, Мурило и Рикардо — второй.
| №  | Игрок                                           | Амплуа                  | Возраст | Рост | Год дебюта в сборной |
| -- | ----------------------------------------------- | ----------------------- | ------- | ---- | -------------------- |
| 1  | Бруно (Бруниньо, Бруно Резенде)                 | связующий               | 26      | 190  | 2006                 |
| 4  | Уоллес (Уоллес де Соуза)                        | диагональный            | 25      | 198  | 2010                 |
| 5  | Сидан (Сидней дос Сантос)                       | центральный блокирующий | 30      | 203  | 2006                 |
| 6  | Леандро Виссотто                                | диагональный            | 29      | 212  | 2009                 |
| 7  | Жиба (Жилберто Годой Фильо)                     | доигровщик              | 35      | 192  | 1995                 |
| 8  | Мурило (Мурило Эндрес)                          | доигровщик              | 31      | 190  | 2004                 |
| 10 | Сержио (Сержиньо, Эскадинья, Сержио дос Сантос) | либеро                  | 36      | 184  | 2001                 |
| 11 | Тьяго (Тьяго Алвес)                             | доигровщик              | 26      | 194  | 2007                 |
| 14 | Родриган (Родриго Сантана)                      | центральный блокирующий | 33      | 205  | 2000                 |
| 16 | Лукас (Лукан, Лукас Сааткамп)                   | центральный блокирующий | 26      | 209  | 2006                 |
| 17 | Рикардо (Рикардиньо, Рикардо Гарсия)            | связующий               | 36      | 191  | 1997                 |
| 18 | Данте (Данте Амарал)                            | доигровщик              | 31      | 201  | 1999                 |

Главный тренер — Бернардиньо, тренер — Леоналдо Роберлей.

### Судьи
Первым судьёй на матче работал один из самых авторитетных и опытных волейбольных арбитров — 54-летний Бела Хобор из Венгрии, рефери Международной федерации волейбола (FIVB) с 1987 года. До турнира в Лондоне Хобор работал на трёх Олимпийских играх, четырёх чемпионатах мира, семи чемпионатах Европы, четырёх Кубках мира и двадцати двух турнирах Мировой лиги. В качестве второго судьи обслуживал два олимпийских финала: в Сиднее-2000 между сборными России и Югославии и в Пекине-2008 между сборными Бразилии и США. Олимпийский финал в Лондоне стал вершиной карьеры Белы Хобора, объявившего о завершении работы в качестве арбитра в 2012 году.
У российских волейболистов осталось несколько неприятных воспоминаний от работы венгерского арбитра. Одно из последних было связано с полуфиналом чемпионата Европы со сборной Сербии, когда игроки российской команды были уверены в ошибке судьи, не заметившем в пятой партии на матчболе у сербов касания мячом их блока. На Играх в Лондоне Хобор обслуживал не только финал между сборными России и Бразилии, но и встречу группового этапа этих же соперников и в обеих играх его судейство также вызвало ряд нареканий у российских волейболистов, которые, однако, признали справедливыми действия арбитра в пятой партии финала, зафиксировавшего заступ при атаке у Дмитрия Мусэрского и вернувшего на площадку уже начавших праздновать победу игроков сборной России. Похожий эпизод задолго до этого имел место в финале Лиги чемпионов-2002/03 в Милане, где первым судьей также был Хобор, а победу одержала российская команда — в том матче на матчболе «Локомотива-Белогорье» венгерский судья отдал очко «Модене» после подачи итальянского игрока в аут, приказал продолжить игру, и только когда после следующей подачи мяч снова ушёл «за», присудил победу белгородцам.
Второй судья матча 52-летний Акихико Тано из Японии является арбитром FIVB с 1998 года. Олимпийские игры в Лондоне были первыми в его карьере. Одним из матчей, где он работал первым судьёй, стал четвертьфинальный поединок сборных России и Бразилии на женском турнире.

## Ход матча

### Первая партия
Первая партия прошла под диктовку сборной Бразилии, сразу захватившей преимущество — 3:0 и ни разу не позволившей россиянам приблизиться менее чем на два очка. При счёте 1:5 Владимир Алекно произвёл замену связующего, выпустив вместо Сергея Гранкина Александра Бутько, при счёте 6:11 заменил Тараса Хтея на Дмитрия Ильиных, но игровая ситуация не изменялась: неуверенная игра российской команды на приёме ограничивала возможности нападения, которым в первой партии было набрано лишь 9 очков против 15 у мощно и разнообразно атаковавших бразильцев. Особенно отличился Мурило, признанный в итоге самым ценным игроком олимпийского турнира. В первом сете на его счету было семь завершённых атак и результативный блок, после которого преимущество команды Бернардиньо стало максимальным — 20:13. В концовке сета волейболисты сборной России немного прибавили: в атаке и на подаче отличился Сергей Тетюхин, при счёте 19:24 Дмитрий Мусэрский набрал очко одиночным блоком, но следом Уоллес, успешно отыгравшись от его рук, завершил партию в пользу своей команды.

### Вторая партия
На вторую партию пасовать у сборной России снова вышел Сергей Гранкин, остался на площадке Дмитрий Ильиных. На подаче Сергея Тетюхина подопечным Владимира Алекно удалось выйти вперёд — 2:0, но это лидерство оказалось слишком кратковременным и уже к первому техническому перерыву сборная Бразилии вела 8:4. После счёта 9:14 сборная России немного выровняла игру и вынудила Бернардиньо взять первый в матче тренерский тайм-аут, после которого Дмитрий Мусэрский блоком сократил отставание до минимума — 15:16. Однако и в этом сете команды не дошли до равной концовки: мощная атака Уоллеса, два результативных блока бразильцев — 15:19 и тайм-аут Алекно, в котором тренер призвал своих подопечных играть более смело, внушая, что «они ничего не делают сверхъестественного, мы им отдаём этот финал». Последовавшая серия замен доигровщиков не возымела действия: их атаки из четвёртой зоны раз за разом упирались в бразильский блок. Незаменимым оставался только Тетюхин, по итогам двух партий с 8 очками являвшийся самым результативным игроком у сборной России, в то время как диагональный Максим Михайлов был почти незаметен, реализовав к этому моменту лишь 4 атаки из 15.

### Третья партия
На третью партию Владимир Алекно поменял расстановку своей команды, определив диагонального Максима Михайлова в доигровщики, а центрального блокирующего Дмитрия Мусэрского — в диагональные. Роль главного «забивалы» самый высокий игрок олимпийского турнира стал осваивать без раскачки и уже к первому техническому перерыву заработал 5 очков. Но бразильцы, игравшие предельно собранно (за всю партию они допустили лишь две собственные ошибки), смогли выйти вперёд — 13:10. Российская команда пустилась в погоню, в которой снова солировал Мусэрский, а при счёте 14:15 Сергей Гранкин заработал очко одиночным блоком. Однако очередная успешная атака Мурило, эйс в исполнении Лукаса и ошибка российского игрока в атаке восстановили отрыв — 18:15 в пользу «канариньос».
Расположенная справа диаграмма показывает, как команды набирали очки при счёте 19:22, когда сборной Бразилии оставалось сделать лишь три точных удара для того, чтобы завершить матч и выиграть Олимпийские игры. Сергей Тетюхин принёс 20-е очко сборной России, переиграв вышедшего на замену блокирующего Родригана, после чего выполнил три мощные подачи. Первая оставила бразильцев без атаки, со второй они вовсе не справились, вынудив Бернардиньо израсходовать оба своих тайм-аута, и только после третьей его подопечным всё же удалось «сняться» — 22:23. Впервые в матче на площадке у трёхкратных чемпионов мира появился Жиба. Его команда сохранила лидерство и имела два матчбола, но Максим Михайлов в обоих случаях сравнивал счёт, а затем Мусэрский атакой из четвёртой зоны вывел сборную России вперёд — 26:25. При счёте 28:27, с третьего сетбола одиночный блок Александра Волкова против Лукаса завершил партию победой сборной России.

### Четвёртая партия
На четвёртую партию сборная России вышла в той же расстановке, что помогла выиграть предыдущий сет и добиться перелома в ходе игры, Бернардиньо оставил на площадке Жибу вместо Данте. В начале сета при равной борьбе сборная Бразилии после двух подряд подач навылет в исполнении Сидана ненамного ушла вперёд — 6:4, но дальше россияне её не отпустили, а в середине партии совершили решающее ускорение, превратившее счёт 12:12 в 22:15. Всё увереннее на площадке выглядел Максим Михайлов, забивавший не только из привычной второй зоны, но и пайпом, а при счёте 15:12 после взятого Бернардиньо тайм-аута отличился на подаче Дмитрий Мусэрский. Бразильский тренер искал варианты усиления игры своей команды и даже повторил тактический ход своего российского коллеги, поставив в диагональ центрального блокирующего Родригана (произвести часто практикуемую Бернардиньо стандартную двойную замену с выходом связующего и диагонального было невозможно по причине травмы Виссотто). На подачах Лукаса при счёте 22:16 в пользу России южноамериканцы принялись сокращать отставание, а после нескольких ошибок россиян в атаке подобрались к ним почти вплотную — 23:21, но вовремя сработал российский блок, который стал выглядеть гораздо сильнее, чем у бразильцев, не набравших за весь сет в этом элементе ни одного очка.

### Пятая партия
В пятой, решающей, партии сборную России было уже не остановить: 2:0 после одиночного блока Николая Апаликова; 7:4 после атаки Дмитрия Мусэрского на тройном блоке соперника; 12:6, когда после самоотверженной игры в защите либеро Алексея Обмочаева мяч приземлился на бразильской половине площадки. Очередная мощная атака Мусэрского принесла России сразу семь матчболов — 14:7. Один из них был отыгран Мурило, ответное слово снова осталось за Мусэрским. Однако матч на этом не завершился — первый судья зафиксировал у российского нападающего при атаке переход средней линии. После взятого Владимиром Алекно тайм-аута всё тот же Мусэрский принёс России победное 15-е очко.

## Статистика
| №                        | Игрок     | 1      | 2      | 3      | 4      | 5      | Очки          |
| ------------------------ | --------- | ------ | ------ | ------ | ------ | ------ | ------------- |
| 3                        | Апаликов  |        |        |        |        |        | 6 (2, 4, 0)   |
| 4                        | Хтей      |        |        |        |        |        | 1 (1, 0, 0)   |
| 5                        | Гранкин   |        |        |        |        |        | 4 (1, 3, 0)   |
| 8                        | Тетюхин   |        |        |        |        |        | 12 (9, 0, 3)  |
| 9                        | Соколов   |        |        |        |        |        |               |
| 10                       | Бережко   |        |        |        |        |        |               |
| 12                       | Бутько    |        |        |        |        |        | 2 (1, 1, 0)   |
| 13                       | Мусэрский |        |        |        |        |        | 31 (28, 2, 1) |
| 15                       | Ильиных   |        |        |        |        |        | 2 (2, 0, 0)   |
| 17                       | Михайлов  |        |        |        |        |        | 17 (16, 1, 0) |
| 18                       | Волков    |        |        |        |        |        | 6 (2, 4, 0)   |
| 20                       | Обмочаев  | либеро | либеро | либеро | либеро | либеро |               |
| Тренер — Владимир Алекно |           |        |        |        |        |        |               |

| Россия |                  | Бразилия |
| 108    | Очки             | 108      |
| 62     | Атака            | 59       |
| 15     | Блок             | 10       |
| 4      | Подача           | 8        |
| 27     | Ошибки соперника | 31       |

| №                    | Игрок    | 1      | 2      | 3      | 4      | 5      | Очки          |
| -------------------- | -------- | ------ | ------ | ------ | ------ | ------ | ------------- |
| 1                    | Бруно    |        |        |        |        |        | 3 (2, 1, 0)   |
| 4                    | Уоллес   |        |        |        |        |        | 27 (23, 3, 1) |
| 5                    | Сидан    |        |        |        |        |        | 14 (7, 3, 4)  |
| 6                    | Виссотто |        |        |        |        |        |               |
| 7                    | Жиба     |        |        |        |        |        |               |
| 8                    | Мурило   |        |        |        |        |        | 18 (16, 2, 0) |
| 10                   | Сержио   | либеро | либеро | либеро | либеро | либеро |               |
| 11                   | Тьяго    |        |        |        |        |        |               |
| 14                   | Родриган |        |        |        |        |        | 1 (1, 0, 0)   |
| 16                   | Лукас    |        |        |        |        |        | 9 (5, 1, 3)   |
| 17                   | Рикардо  |        |        |        |        |        |               |
| 18                   | Данте    |        |        |        |        |        | 5 (5, 0, 0)   |
| Тренер — Бернардиньо |          |        |        |        |        |        |               |

|                  | 1-я партия | 2-я партия | 3-я партия | 4-я партия | 5-я партия |
| Очки             | 19:25      | 20:25      | 29:27      | 25:22      | 15:9       |
| ---------------- | ---------- | ---------- | ---------- | ---------- | ---------- |
| Атака            | 9:15       | 11:11      | 22:14      | 10:12      | 10:7       |
| Блок             | 2:1        | 2:5        | 4:3        | 6:0        | 1:1        |
| Подача           | 1:2        | 1:2        | 1:1        | 1:3        | 0:0        |
| Ошибки соперника | 7:7        | 6:7        | 2:9        | 8:7        | 4:1        |

## Оценка результатов
События, происходившие в третьей партии, внесли перелом в ход матча, что после игры отмечали как её участники, так и наблюдавшие за игрой со стороны. Наиболее обсуждаемой темой стало неординарное решение тренера Владимира Алекно произвести перестановки в составе своей команды и поставить Дмитрия Мусэрского на позицию диагонального нападающего. Для самого игрока этот опыт не был первым: в сезоне-2008/09 тренер «Локомотива-Белогорье» Геннадий Шипулин пробовал Мусэрского в этом амплуа в играх за клуб, а перед самым стартом Олимпиады в контрольном матче со сборной Болгарии Мусэрский вынужденно заменил на этой позиции получившего травму Максима Михайлова.
Рокировка напрашивалась, и я изначально держал её в уме. Это на самом деле был очень простой и логичный стратегический ход. Единственное, что от меня как от тренера тогда потребовалось, — смелость. И вот как раз эта храбрость в такие моменты, наверное, и даётся откуда-то свыше.
До начала третьего сета Алекно никак не удавалось полноценно заиграть центральных блокирующих. По мнению тренера «Зенита» Александра Серебренникова, после того, как Мусэрский включился в атаку, он поймал, наконец, необходимые ощущения и начал уверенно подавать. Игроки как российской, так и бразильской команды в интервью также подчёркивали, что действия Алекно по ходу матча и особенно перестановки в третьей партии помогли сборной России раскрепоститься, внести некоторое замешательство в стан соперника, досконально изучившего игру Михайлова и не ожидавшего увидеть в роли диагонального другого игрока, и, как следствие, способствовали итоговому успеху. Сергей Тетюхин, в частности, сказал:
Понимал, что Алекно должен что-то придумать. Но что решится на такие кардинальные перестановки, даже предположить не мог. Он не побоялся, что его сотрут в порошок, если вариант не пройдёт.
Алекно в свою очередь неоднократно подчёркивал особую роль в победе Тетюхина, называя переломным моментом его выход на подачу при счёте 20:22:
Я очень, очень рад, что именно Сергей решил исход финала в пользу нашей команды. Мне как тренеру безумно повезло, что в решающий момент третьего сета именно Тетюхин вышел на подачу. Да не только мне — всей России! И ему самому — тоже…
Тренер сборной Австралии Марк Лебедев отметил то, что, наверное, только один из тысячи тренеров решился бы на замены, совершённые Владимиром Алекно. Мало того, что он выдвинул в диагональ Мусэрского, он ещё и поставил Михайлова в приём.
Бразильские спортивные обозреватели признали то, что их сборная, также как их противник, искала свою игру на протяжении всего турнира. Первые три сета показали высокий уровень готовности команды Бернардиньо. Основной причиной поражения стала неспособность коллектива и его наставника приспособиться к тактическим действиям противника и умение справиться со своими нервами. Попытки Бернардиньо противопоставить заменам Алекно свои не дали ничего. Жиба, которого выпустили на поле в конце третьего сета в тот момент, когда необходимо было дожать противника, так и не заработал ни одного очка, сделав замену бесполезной. Возвращение Данте на поле также ничего не дало. Центральный Родриган, которого наставник сборной попытался поставить в диагональ, не справился с задачей. Лукас впоследствии заметил, что он и другие игроки знали о том, что Мусэрский немного играл в российском чемпионате диагональным, но когда лично столкнулись с этим, противопоставить подобной игровой схеме не смогли ничего. Уоллес показал отличную игру, и противнику только к пятому сету наконец удалось ловить его блоком, но его одного было недостаточно для командной победы. Журнал Lance! сравнил развязку волейбольного турнира с футбольным олимпийским финалом, в котором также бразильские игроки явно недооценили противника.

## Достижения
Золото Олимпийских игр в Лондоне стало первым в истории сборной России и четвёртым с учётом достижений её предшественницы — команды Советского Союза, последний раз побеждавшей на Олимпийских играх в Москве. Завоёванная волейболистами высшая олимпийская награда также стала первой в игровых видах спорта за 12 лет (в 2000 году победы на Олимпийских играх в Сиднее добилась сборная России по гандболу).
В истории мужских финалов, которые проводятся с 1972 года (до этого применялась круговая система) счёт 3:2 встретился в третий раз и впервые победы смогла добиться команда, давшая сопернику фору в два сета, а сама игра породила аналогию со схожим по драматизму решающим поединком женских команд на Играх в Сеуле — 1988, в котором сборная Советского Союза, проигрывая соперницам из Перу со счётом 0:2 по партиям и 6:12 в третьем сете, смогла добиться победы. В том матче перуанок от золота отделяло также три очка, но по действовавшим в то время правилам розыгрыш мяча мог завершиться для команды набором очка, только если она начинала его с подачи.
Игрок сборной России Дмитрий Мусэрский, набравший в матче с бразильцами 31 очко, установил рекорд олимпийских финалов, зафиксированный Международной федерацией волейбола. Сергей Тетюхин стал единственным в мужском волейболе обладателем четырёх медалей Олимпийских игр, включая золотую.
Бразилия на второй Олимпиаде подряд не смогла оформить в волейболе «золотой дубль» — на Играх в Пекине и Лондоне побеждала женская сборная, а мужская оба раза проигрывала в финалах.

## Реакция
11 игроков сборной России были награждены орденом Дружбы, а Сергей Тетюхин и Владимир Алекно — орденом Почёта. Тетюхин также был удостоен звания почётного гражданина Белгородской области, Алекно стал почётным гражданином Казани. Врачу команды Ярославу Смакотнину присвоено звание «Заслуженный врач Российской Федерации».
По итогам года Федерация спортивных журналистов России и газета «Спорт-Экспресс» назвала Сергея Тетюхина лучшим спортсменом России, Владимира Алекно — лучшим тренером, а мужскую сборную страны — лучшей командой. Газета «Советский спорт» назвала победу российских волейболистов главным спортивным подвигом 2012 года.
Трансляция финального матча Игр в Лондоне стала самой популярной трансляцией Олимпиады 2012 года на интернет-портале Sportbox.ru. Победе мужской сборной России на Олимпийских играх в Лондоне посвящены документальный фильм «Больше чем золото» (2012, режиссёр Олег Шиловский), первая серия документального сериала «Главные победы» (2024, режиссёр Константин Райх) и художественный фильм братьев Пресняковых и Петра Зеленова «Финал», который вышел в прокат в 2025 году. 
Бразильские болельщики были разочарованы вторым поражением своей сборной в олимпийских финалах. После матча неизвестные хакеры взломали сайт федерации волейбола страны и поместили там оскорбительные высказывания в адрес местных функционеров.

## Послесловие
Главный тренер сборной Бразилии Бернардиньо остался у руля сборной на следующий олимпийский цикл. Национальную сборную покинули несколько ведущих игроков: Жиба, Рикардо и Родриган. Сержио, который очень эмоционально пережил поражение, объявлял об уходе из большого спорта.
После олимпийского турнира Алекно ушёл из сборной и в новом сезоне её возглавил Андрей Воронков. В 2013 году сборная России выиграла Мировую лигу и, впервые в своей истории, чемпионат Европы при том, что ведущие игроки команды Сергей Тетюхин и Александр Волков брали перерыв в выступлениях за неё, а Максиму Михайлову по причине травм и операций не удавалось выйти на свой уровень. В сущности после Игр сборная России сформировала новый состав. Несмотря на это, специалисты объясняли выигрышную серию и тот ход, который набрала команда, именно успехом в Лондоне, который помог обрести уверенность в своих силах.